# 赵晓璐
赵晓璐（1984年5月17日—），中国女演员、話剧演员，毕业于中央戏剧学院导演系导演及表演混合班，代表作有《卡通娃》、《神奇之窗》等。2016年結婚，丈夫為民謠歌手宋冬野。

## 电视剧
- 《青蘋果樂園》飾 小妹
- 《戏说乾隆》饰 小铃铛 导演：李立安
- 《戏说慈禧》饰 大格格 (童年) 导演：范秀明
- 《粉墨奇冤》饰 小笛子 导演：徐庆东
- 《弘一大师》饰 小秋云 导演：潘霞
- 《法官潘火中》饰 佳佳 导演：潘霞
- 《风云天地》 饰 邝淑娴 导演：王晶[4]
- 《上官萌萌》饰 上官萌萌
- 《煥臉》飾 阿春
- 《成化十四年》飾 固安公主

## 电影
- 《红尘》 导演：古榕
- 《暗号》
- 《明日不再來》
- 《宅急丢》飾 何倩  導演：查杉
- 《怪魔》飾 妻子  導演：陳金偉
- 《老拳》飾 劉夏  導演：王磊

## 話劇
- 《如果，我不是我》飾 莫默 (女主角)
- 《同桌的你》飾 張怡  兼任執行導演
- 《請你對我說個謊》飾 白色陶樂斯
- 《三姊妹》飾 瑪莎 (女主角)
- 《我是月亮》飾 安吉拉
- 《四世同堂》飾 李四奶奶
- 《女人一定要有錢嗎》飾 陳岩
- 《北京我愛你》飾 女兒 (張亞東導演故事"以愛的名義")
- 《三扣子》分飾 趙莎莎、純子 兩個角色
- 《Team裡有只豬》四個故事中分飾 沙僧、高翠蘭、楊瀾、女城管
- 《1988 我想和這個世界談談》
- 《開放夫妻》飾 妻子
- 《栀子花開》飾 露露小姐